# Крістіна Морос
Крістіна Морос (англ. Cristina Moros; нар. 10 лютого 1977) — колишня американська тенісистка.
Найвищу одиночну позицію світового рейтингу — 623 місце досягла 8 вересня, 1997, парну — 388 місце — 9 листопада, 1998 року.

## Фінали ITF

### Парний розряд: 1 (0–1)
| Результат | Дата           | Турнір                | Покриття | Партнерка     | Суперниці            | Рахунок  |
| --------- | -------------- | --------------------- | -------- | ------------- | -------------------- | -------- |
| Поразка   | 17 травня 2005 | Ель-Пасо (Техас), США | Тверде   | Кріста Даміко | Бо Джонс Анда Перяну | 5–7, 3–6 |